# Šachový vlak
Šachový vlak je mimořádný vlak, který je vypravován v souvislosti s pořádáním šachového turnaje. Tento vlak poprvé vypravily České dráhy z iniciativy Pražské šachové společnosti a s podporou Era Poštovní spořitelny v roce 2011 a akce je opakována každoročně. Vlak projíždí středoevropskými městy, přičemž během jízdy se hrají jednotlivá kola turnaje, zatímco v jednotlivých městech, kde účastníci nocují, mají možnost si během odpoledne prohlédnout památky.

## Podle let

### 2011
V roce 2011 projížděl vlak trasu Praha (Hlavní nádraží)-Vídeň (Meidling)-Budapešť (Nyugati)-Bratislava (Hlavní nádraží)-Krakov (Hlavní nádraží)-Praha (Hlavní nádraží). Turnaje se zúčastnili hráči 9 zemí (Česko, Ukrajina, Rusko, Německo, Slovensko, Nizozemsko, Francie, Polsko, Švýcarsko). Zvítězil Richard Biolek před Robertem Cvekem a Petrem Piskem.

### 2012
V roce 2012 projížděl vlak trasu Praha (Hlavní nádraží)-Drážďany (Hlavní nádraží)-Vratislav (Hlavní nádraží)-Piešťany (nádraží)-Vídeň (Meidling)-Praha (Hlavní nádraží). Turnaje se zúčastnili hráči 10 zemí (Česko, Německo, Slovensko, USA, Nizozemsko, Anglie, Rakousko, Švédsko, Čína, Finsko). Zvítězil Martin Petr před Janem-Dietrichem Wendtem a Jánem Plachetkou.

### 2013
V roce 2013 projížděl vlak trasu Praha (Hlavní nádraží)-Řezno (Hlavní nádraží)-Innsbruck (Hlavní nádraží)-Salcburk (Hlavní nádraží)-Český Krumlov (nádraží)-Praha (Hlavní nádraží). Turnaje se zúčastnili hráči 14 zemí (Česko, Německo, Slovensko, USA, Nizozemsko, Anglie, Brazílie, Švédsko, Francie, Lucembursko, Švýcarsko, Skotsko, Polsko, Mexiko). Zvítězil Vlastimil Hort před Alexem Cherniackem a Pavlem Benčem.

### 2014
V roce 2014 projížděl vlak trasu Praha (Hlavní nádraží)-Vídeň (Westbahnhof)-Budapešť (Nyugati)-Trenčín (Hlavní nádraží)-Krakov (Hlavní nádraží)-Praha (Hlavní nádraží). Turnaje se zúčastnili hráči 16 zemí (Česko, Německo, Nizozemsko, Francie, Rusko, Švédsko, Švýcarsko, USA, Austrálie, Brazílie, Kanada, Egypt, Island, Izrael, Lichtenštejnsko, Polsko). Zvítězil Ian Rogers před Martinem Petrem a Vlastimilem Hortem.

### 2015
V roce 2015 projížděl vlak trasu Praha (Hlavní nádraží)-Drážďany (Hlavní nádraží)-Vratislav (Hlavní nádraží)-Bratislava (Nové Mesto)-Vídeň (Westbahnhof)-Praha (Hlavní nádraží). Turnaje se zúčastnilo 120 hráčů z 19 zemí (Česko, Německo, Nizozemsko, Švédsko, Rakousko, Anglie, USA, Francie, Izrael, Itálie, Norsko, Polsko, Rusko, Slovensko, Vietnam). Zvítězil Lars Karlsson před Juliem Sadorrou a Rajem Tischbierkem.

### 2016
V roce 2016 projížděl vlak trasu Praha (Hlavní nádraží)-Řezno (Hlavní nádraží)-Innsbruck (Hlavní nádraží)-Salcburk (Hlavní nádraží)-Český Krumlov (nádraží)-Praha (Hlavní nádraží). Turnaje se zúčastnilo 114 hráčů z 18 zemí (Česko, Německo, Nizozemsko, Švédsko, Rakousko, Belgie, Anglie, USA, Španělsko, Francie, Izrael, Itálie, Jordánsko, Norsko, Polsko, Rusko, Slovensko, Kolumbie, Švýcarsko, Turecko, Ukrajina). Zvítězil Suat Atalik před Svenem Roemlingem a Brentem Burgem.

### 2017
V roce 2017 projížděl vlak trasu Praha (Hlavní nádraží)-Olomouc (Hlavní nádraží)-Trenčín (Hlavní nádraží)-Bratislava (Nové Mesto)-Lednice (nádraží)-Praha (Hlavní nádraží). Turnaje se zúčastnilo 80 hráčů z 15 zemí (Česko, Německo, Nizozemsko, Švédsko, Rakousko, Belgie, Anglie, USA, Francie, Izrael, Norsko, Rusko, Švýcarsko, Austrálie, Ukrajina). Zvítězil Roman Khaetsky před Dr. Thomasem Hoepflem a Olegem Maximovem.